# شبكة الطرق في موريتانيا

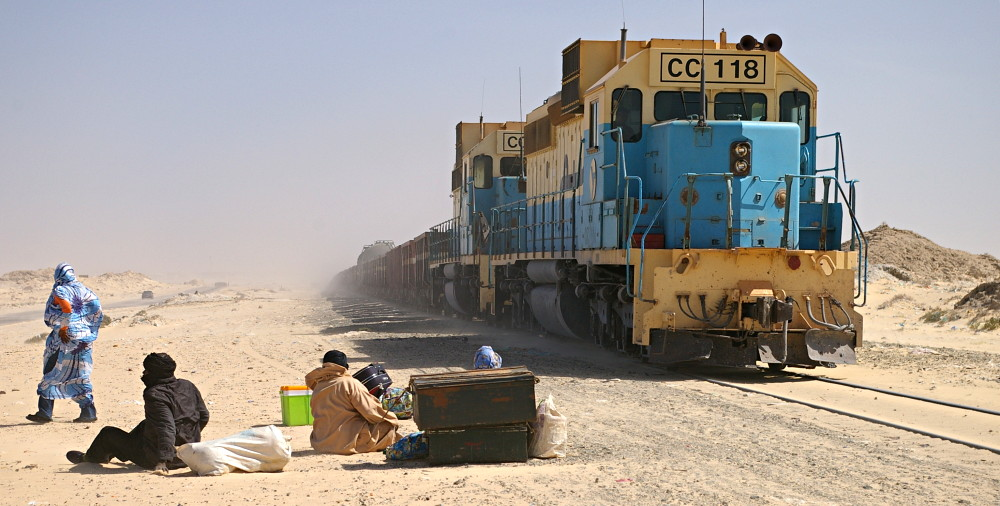

شبكة الطرق في موريتانيا تمتلك موريتانيا شبكة طرق من أحدث الطرق في المنطقة.

## الطرق
ومن أهم الطرق التي تُكوّن الشبكة هي:
- طريق الأمل والذي يربط بين نواكشوط والولايات الشرقية من البلاد ( والولايات الداخلية ) و هو أطول الطرق من حيث المساحة، حيث يبلغ طوله 1107 كلم، من نواكشوط وحتى النعمة عاصمة الحوض الشرقي، وفي انتظار طريق النعمة باسكنو الذي شكل امتداد لهذا الطريق الحيوي المهم.
- الطرق السيار بين انواكشوط وانواذيبو على طول 500 كلم والذي يدخل ضمن مشركة الطريق السيارة المغاربية.
- طريق نواكشوط وأطار والذي يمتد على طول 500 كلم ويربط بين نواكشوط وأطار وأكجوجت.
- طريق أطار وتجكجة والذي يربط بين مدينة أطار ومدينة تجكجة.
- طريق أطار الزويرات وأكجوجت نواذيبو.